# Фаджр-3 (РСЗО)
Фаджр-3 (англ. Fajr -3; перс. فجر-۳.) — иранская 240-мм реактивная система залпового огня средней дальности, представленная в 1990 году и является лицензионной копией корейской M-1985. «Фаджр» на арабском означает рассвет. Установки принимали участие в войне в Сирии и Ливане, также активно применяются ХАМАС и Хезболой.

## История
Во время ирано-иракской войны КНДР поставила в Иран около 100 установок M-1985 MLRS, которые были разработаны на основе «Катюши». Позже, при помощи Северной Кореи было налажено полноценное лицензионное производство этих установок компанией Shahid Bagheri Industries  в Иране.

## Конструкция
Фаджр-3 представляет собой РСЗО калибра 240-мм, имеющую 12 пусковых труб в двух группах по шесть. Пусковая установка брони не имеет и весит 15 тонн, имеет компьютерную систему для расчета дальность и азимута. Стреляет одноимёнными ракетами на твердотельном топливе «Фаджр-3», они имеют длину 5.2 м и вес 407 кг (суммарная масса полностью укомплектованной установки 19.8 тонн). Срок хранения ракеты составляет 15 лет.  Для перезарядки пусковые трубы отсоединяются и кладутся на землю при помощи крана, затем загрузочная машина поочередно вдавливает ракеты в трубы.

## Операторы
- Иран — 10-100 пусковых установок.
- Сирия
- Хезбола — около 10 установок[4].
- ХАМАС — 50 установок.